# Lope de Aguirre
Lope de Aguirre (Oñati, c. 1510 – Barquisimeto, 27 de outubro de 1561) foi um explorador e conquistador espanhol de origem basca. Conhecido como El Loco ("O Louco") e El Peregrino ("O Peregrino"), Aguirre é célebre por sua última expedição, que desceu o rio Amazonas em busca do mítico El Dorado.
Inicialmente um oficial menor da expedição, durante um motim acabou por tomar controle dela, rebelando-se contra o monarca espanhol Filipe II. Derrotado e morto, a partir de então Aguirre passou a ser considerado um paradigma de crueldade e traição pois matou sua filha de 15 anos e vários índios. e se tornou um anti-herói na literatura, cinema e outras artes.